# Хрчкови
Хрчкови (лат. Cricetidae) је разноврсна породица мишоликих глодара, у великој и сложеној суперфамилији Муроидеа која обухвата преко 870 врста. Познати представници ове породице су хрчци, волухарице, леминзи, биѕамски пацови и пацови и мишеве из Новог свијета. То је или највећа или друга по величини породица сисара и има чланове широм Америке, Европе и Азије.

## Карактеристике
Хрчкови су мали сисари, у распону од само 5—8 cm (2,0—3,1 in) у дужину и 7 g (0,25 oz) у тежини у Новом свијету пигмејског миша до 41—62 cm (16—24 in) и 11 kg (24 lb) у мошусном штакору. Дужина њихових репова у великој мјери варира у односу на њихова тијела и они могу бити или крзнени или слабо длакави. Крзно већине врста је браонкасте боје, често са бијелим доњим стомаком, али постоје и многи други обрасци, посебно у подпородицама хрчак и волухарица.
Као и мишеви Старог свијета, хрчкови су прилагођени широком спектру станишта, од високог Арктика до тропских кишних шума и топлих пустиња. Неки су везани за шуме, са дугим балансирајућим реповима и другим адаптацијама за пењање, док су други полуводени, са испреплетеним стопалима и малим спољним ушима. А други су животиње које се укопавају или становници земље.
Њихова исхрана је слично варијабилна, са биљоједима, свеједи, и инсективорне врсте све су познате. Сви они имају велике, гризуће, секутиће одвојене од брушења кутњака празнином или дијастемом. Моларни зуби могу бити кутњаци као у хрчкова или кутњаци као у волухарица или неким мишевима Новог свијета. Иако се јавља неколико изузетака, стоматолошка формула за велику већину хрчкова је:
| Дентиција |
| --------- |
| 1.0.0.3   |
| 1.0.0.3   |

Популација хрчкова може брзо да се повећа у вријеме обиља, због комбинације кратких гестација периода између 15 и 50 дана и велике величине легла у односу на многе друге сисаре. Млади су обично рођени слијепи, без длака и беспомоћни су.

## Еволуција
Хрчкови су први пут еволуирали у Старом свијету током раног олигоцена. Убрзо су се прилагодили широком спектру станишта и проширили се широм свијета. Волухарице и леминзи су настали касније, током плиоцена и брзо диверсификовани током плеистоцена.

## Систематика и филогенија групе
Систематски положај породице Cricetidae је био веома несталан: од непризнавања породице код појединих аутора, до веома широког схватања породице код других. Најчешће су неки припадници ове породице класификовани у широко схваћену породицу Muridae, такође су неки припадници породице Muridae смештани у породицу Cricetidae.
Опис хрчкова је прошао кроз неколико пермутација. Неки чланови породице као што је тренутно дефинисано су смјештени у породицу Муридае. Неки муроиди су историјски смјештени у хрчкове (Cricetidae), као што су хрчци налик мишу (подфамилија Calomyscinae, породица Calomyscidae), гербили (подфамилија Gerbillinae, породица Муридае), гривасти пацов (подфамилија Lophiomyinae, породица Муридае), зокори (подфамилија Myospalacinae, породица Spalacidae), бјелорепи пацов (подфамилија Mystromyinae, породица Nesomyidae) и бодљикави пухови (подфамилија Platacanthomyidae, породица Platacanthomyidae). Студије мултигенске ДНК секвенце показале су да подфамилије наведене у наставку формирају монофилетску групу (то јест, они дијеле заједничког претка у скорије вријеме него са било којом другом групом), а друге групе које се сада сматрају муроидима не би требало да буду укључене у хрчкове. 
Новија филогенетска истраживања указала су на монофилетско поријекло породице хрчкова. Хрчкови тако тренутно укључују један фосил и пет постојећих подфамилија, са око 112 живих родова и 580 врста: :
- † изумрла потпородица Democricetodontinae(фосил)
- потпородица волухарица, леминга и бизамских пацова (Arvicolinae)
- потпородица хрчака (Cricetinae)
- потпородица Sigmodontinae), група мишоликих глодара Новог свијета, претежно јужноамерички, као што су Brucepattersonius
- потпородица Neotominae, Сјеверноамерички пацови и мишеви, укључујући шумске мишеве, пацове и Onychomys
- потпородица Tylomyinae, пењачки пацови и сродне врсте Новог свијета
- † изумрла потпородица  (фосил)
- † изумрла потпородица  (фосил)
- † изумрла потпородица  (фосил)